# Mistrovství Asie a Oceánie v ledním hokeji do 18 let 1985
Mistrovství Asie a Oceánie v ledním hokeji do 18 let 1985 byl druhý asijský U18 turnaj v ledním hokeji. Konal se od 28. ledna do 2. února 1985 v Soulu v Jižní Koreji. Turnaje se zúčastnila tři družstva, která hrála dvoukolově každé s každým. Vítězství si připsali junioři Japonska před juniory domácí Jižní Koreje a juniory Austrálie.

## Výsledky
|    |             | Japonsko  | Jižní Korea | Austrálie | V | R | P | VG | OG | B |
| 1. | Japonsko    | ***       | 4:2, 13:6   | 6:0, 11:0 | 4 | 0 | 0 | 34 | 8  | 8 |
| 2. | Jižní Korea | 2:4, 6:13 | ***         | 4:4, 11:2 | 1 | 1 | 2 | 23 | 23 | 3 |
| 3. | Austrálie   | 0:6, 0:11 | 4:4, 2:11   | ***       | 0 | 1 | 3 | 6  | 32 | 1 |